# ドルーピー君サーカスへ行く
『ドルーピー君サーカスへ行く』（ドルーピーくんサーカスへいく、原題：Daredevil Droopy）は、アメリカ合衆国の映画会社メトロ・ゴールドウィン・メイヤー（MGM）に所属していたアニメーターのテックス・アヴェリーによる作品のひとつ。1951年3月31日公開。

## ストーリー
ドルーピーとスパイクがサーカス小屋の前を通りかかると、「勇敢で運動神経抜群の犬を求む」と書かれた求人広告が正面入口に掲げられていた。それを見た2匹はサーカスへの入団を決意し、出迎えた団長は「新入団員の犬は2匹も要らないから、ドルーピー・スパイクどちらの犬を我がサーカス団の一員として雇うか、演技の試験をして決める」旨を提案。2匹はサーカス入団テストを受けることになった。
重量挙げ・射的・手品・火の輪くぐりなど様々な演技をするドルーピーとスパイク。スパイクは試験に受かりたい気持ちが先立つあまり、ドルーピーをどん底に陥れようと様々な罠を仕掛けるが、あっさり自滅。結局ドルーピーが合格し、サーカス団の一員として雇われることになった。

## 登場キャラクター
ドルーピー
サーカス団の求人広告を見て入団を自ら志願。ライバルのスパイクが仕掛けた妨害をものともせず、小柄な体ながら抜群の運動神経を活かして高難度の技を次々と成功させ入団テストに合格。晴れてサーカス団の一員として雇われることになった。
スパイク
サーカス団への入団を志願したドルーピーに付いていき、そのテストに受かろうとドルーピーを陥れる様々な罠を仕掛けるも自滅の連続。最後は木の柱を切り倒してドルーピーをやっつけようとするも、木は自分の側へ倒れてきてしまい、結局入団テストは不合格。ドルーピーに歯が立たないまま終わってしまった。
サーカスの団長
求人広告を見てサーカス小屋を訪れたドルーピーとスパイクを迎え入れ、「素晴らしい演技を披露した犬（ドルーピー・スパイクいずれか1匹）を我がサーカス団へ迎え入れるべく入団テストをする」旨を提案したのち、演技の出来栄えと共に不正行為をしていないかも判定。結果ドルーピーを（合格とし）サーカス団員として雇うことを決めた。

## サーカス入団テストの競技種目
重量挙げ
入団テスト最初の種目。重さ1000ポンドのバーベルを持ち上げるが、スパイクが「000」の数字を黒シールを貼って隠し「重さ1ポンド」へすり替えた。ドルーピーは見事成功させるが、スパイクがバーベルを持ち上げると黒シールが剥がれて「馬脚を露す」形となり、バーベル共々床下へ落ちてしまった。
力持ちシンプソン
シーソーをハンマーで叩き・その反対側にある鉄の錘をどのくらいの高さまで上げられるかを競う（一番上まで錘を上げられた場合、目盛りの頂点に付いている鐘が鳴る）。最初はスパイクが成功させ、ドルーピーの挑戦時にスパイクは錘を上から両手で押さえつけて持ち上げられないよう企むも失敗。ドルーピーがハンマーでシーソーを叩くと、押さえつけられた錘の代わりにスパイクの顔が目盛りの頂点まで上がり鐘が鳴ったため、ドルーピーに軍配が上がった。なお本種目は2007年発表のトムとジェリーOVA作品「トムとジェリーのくるみ割り人形」にも登場している。
射的
ライフル銃で的の風船をどのくらい割ることができるかを競う。スパイクは自身の出番でその技を成功させたのち、ライフルの銃身をわざと曲げてドルーピーを失敗させようと企むも、結局自身の尻を撃たれ敗北。ドルーピーが勝利した。
手品「胴体真っ二つ」
スパイクが箱の中に入り、ドルーピーがスパイク入りの箱をノコギリで半分に切断する。切断後にスパイクが箱から出て立ち上がり歩き出すと・上半身と下半身が正反対の方向へ別々に動き出し、結局スパイクは自身の体を真っ二つにされ失敗。ドルーピーに軍配が上がった。
空飛ぶ人間
モーター付きプロペラを頭部に装着し、ヘリの如く垂直上昇する。ドルーピーは見事成功させたが、スパイクは上昇できず（誤って逆回転させたプロペラで穴を掘る形で）床下へ落ちてしまった。
車での障害突破
前方にあるレンガ積みの障害物（壁）を車で突破できるかを競う。ドルーピーは見事成功させたが、スパイクは壁を突破できず立ち往生してしまった（スパイクの車は大型高級スポーツカーだったが、壁にぶつかり立ち往生すると小型クラシックカーに変化）。
射撃
前方にある的をピストルで撃ち抜けるかを競う。スパイクはドルーピーの挑戦前「実弾を空の弾にすり替える」方法でドルーピーを失敗させようと企むも、ドルーピーが実弾入りの銃をあらかじめ持っていたため失敗に終わった。
お手玉
スパイクがドルーピーにお手玉を渡し、受け取ったドルーピーがその技を披露。スパイクはお手玉に点火した爆弾2発を混ぜてドルーピーをやっつけようとしたが、ドルーピーは爆弾が落ちてくる前に技を成功。爆弾はスパイク自ら受け取り、結局自身の前で爆発したためスパイクは自滅した。
火の輪くぐり
バイクに乗り、火の点いた輪を無傷で潜り抜けられるかを競う。ドルーピーは見事成功させたが、スパイクはバイクごと燃え尽き失敗した（スパイクのバイクは火の点いた輪を潜ると「燃え尽きた自転車」に変化）。
人間大砲
自ら大砲の砲身に入って発射紐を引き、前方のトランポリンへ着地できれば成功となる。ドルーピーは見事成功させたが、スパイクは体が飛びすぎ・勢い余ってサーカス小屋の屋根を突き破り、最後は自らの体で海上を航行していた船を撃沈させてしまった。
スケート
スパイク・ドルーピーがそれぞれ「スケート靴で氷上に数字を書く」技を披露。スパイクは「8」と、ドルーピーは「4+4」とそれぞれ（スケート靴で氷上に）書いた。
空中ブランコ・綱渡り・トランポリン
入団テストの最終種目。スパイクはドルーピー挑戦時に「ブランコを爆弾にすり替える」・「綱渡りの綱を切断する」・「トランポリン飛び込み台にいたドルーピーの足をマッチの火でやけどさせる」など様々な企みをするも全て失敗に終わり、結局は高難度の技を次々成功させたドルーピーが試験に受かりサーカス団の一員に。肥満体型のスパイクは「ドルーピーをわざと負けさせる不正行為」を重ねたことで自滅し不合格となった。